# Corticea potex
Corticea potex är en fjärilsart som beskrevs av Evans 1955. Corticea potex ingår i släktet Corticea och familjen tjockhuvuden. Inga underarter finns listade i Catalogue of Life.